# Valley Girl (1983)
Valley Girl ist eine US-amerikanische Filmkomödie von Martha Coolidge aus dem Jahr 1983.

## Handlung
Julie Richman wohnt in einem als bevorzugte Wohngegend geltenden Tal (das San Fernando Valley, Valley). Sie ist gutaussehend und beliebt in der Schule. Richman macht Schluss mit ihrem Freund Tommy, etwas später lernt sie den Punker Randy (Nicolas Cage) kennen. Sie verbringt mit ihm ihre Freizeit, was ihren Freunden missfällt, weil Randy nicht im Tal wohnt. Sie drohen Richman, dass sie die Freundschaft mit ihr beenden würden, wenn sie weiterhin Randy trifft. Sie sagt zuerst, sie liebe Randy, aber dann versöhnt sie sich mit Tommy.
Randys Stimmung ist schlecht. Er trifft sich mit seiner früheren Freundin und wird in eine Prügelei gegen eine Gang verwickelt, von der ihn Fred Bailey rettet. Randy nimmt Gelegenheitsjobs im Tal an, die ihm ermöglichen, Richman zu sehen. Bailey entwickelt einen Plan, der Richman und Randy wiedervereinen soll. Er bringt Randy zu einer Veranstaltung, die Tommy und Julie besuchen. Sie sollen als Ballkönig und Ballkönigin gekrönt werden. Dort stellt sich heraus, dass Baileys angeblicher Plan kein weiteres Vorgehen vorsieht.
Zum Ende kommt es zu einer Prügelei zwischen Tommy und Randy. Julie und Randy fahren gemeinsam in Tommys Leihwagen weg.

## Kritiken
Roger Ebert schrieb in der Chicago Sun-Times vom 29. April 1983, der Film sei ein „kleiner Schatz“: Eine „witzige, sexy, ansprechende“ Geschichte über ein Mädchen, das zwischen zwei Jungen wählen müsse. Die Komödie unterscheide sich positiv von zahlreichen anderen Teenagerfilmen dieser Zeit.

## Hintergrund
Der Film wurde in Los Angeles und in Torrance (Kalifornien) gedreht. Der Musiker Frank Zappa verklagte später erfolglos die Produktionsfirma wegen der Verwendung des Titels Valley Girl. Ein großer regionaler Hit von ihm mit seiner Tochter Moon machte sich 1982 über die groteske sinnentleerte Sprechweise der Valley Girls lustig. Die Produktionskosten des Films betrugen schätzungsweise 350.000 US-Dollar.